# Marx & Lennon: The Parallel Sayings
Marx & Lennon: The Parallel Sayings ist eine von Joey Green herausgegebene humorvolle Anthologie von jeweils 400 einander gegenüber gestellten Zitaten von Groucho Marx und John Lennon, die 2005 bei Hyperion Books erschien.

## Vorworte
Das Buch hat zwei Vorworte. Yoko Ono erwähnt „the daring and wise remarks these two gutsy and reckless geniuses made“ und Arthur Marx gibt eine kurze Lebensbeschreibung seines Vaters und gibt dessen Meinung zu The Beatles wieder: „Because they're different and audacious. There’s nobody like them. Just like the Marx Brothers when we were in our prime. That’s what makes the 'greats' great. My hat’s off to them – even though I stopped wearing hats some time ago.“

## Parallel Sayings, Parallel Lives
Plattencover von
How Can You Be in Two Places at Once When You're Not Anywhere at All?

(Bitte Urheberrechte beachten)
Auf dem Schallplattencover von How Can You Be in Two Places at Once When You’re Not Anywhere at All? (1969) der Komikergruppe The Firesign Theatre sind Groucho Marx und John Lennon abgebildet. In fantasievollen Kyrillisch ist es mit ДLL HДIL MДЯЖ LЭИИФИ (All Hail Marx Lennon) – in Anspielung auf Marx und Lenin (klingt bei schneller Aussprache wie „Lennon“) – betitelt.

Ausgehend von dieser Idee hat Joey Green sein Buch benannt und zeigt auf zwölf Seiten Parallelen zwischen dem Schauspieler, Entertainer, Sänger und Schriftsteller Groucho Marx und dem Musiker, Sänger und Schriftsteller John Lennon auf.

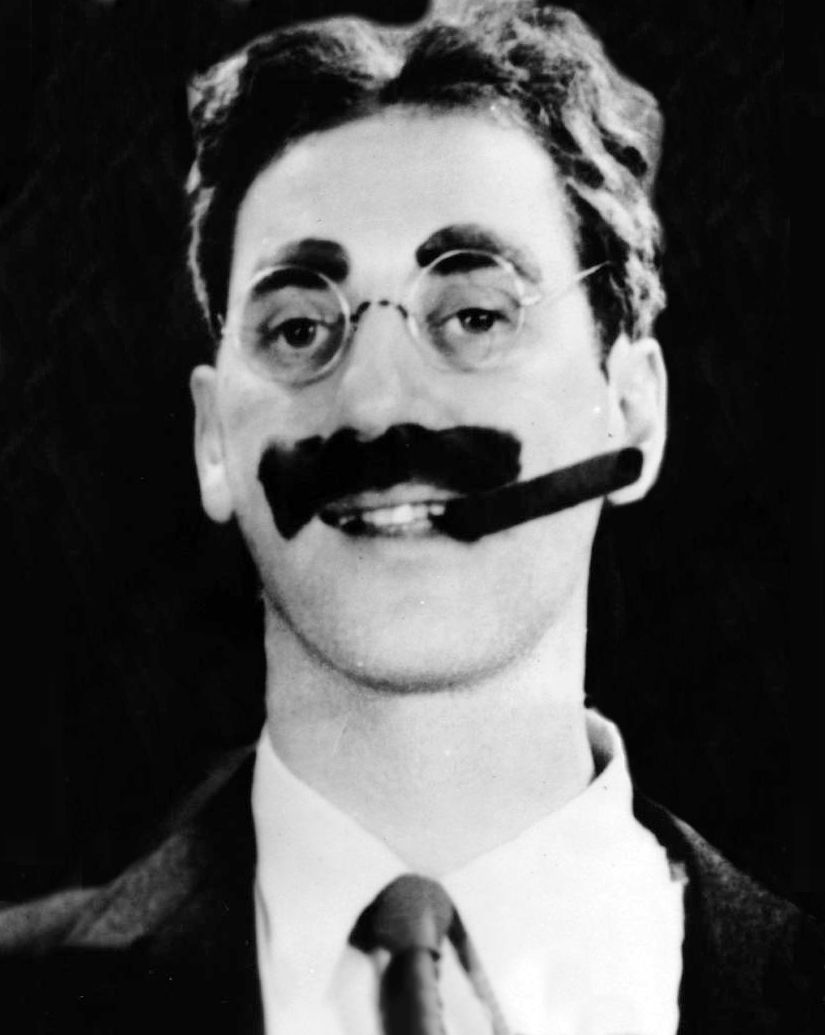
Groucho Marx (1931)

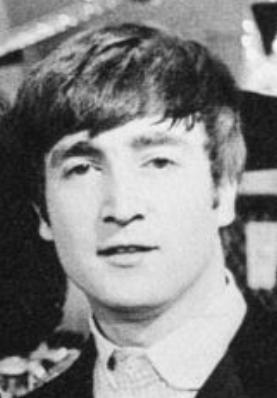
John Lennon (1963)

So wurden beide Künstler Anfang Oktober, aber durch 50 Jahre getrennt, geboren; beide waren Gründer – und Beender – eines Vierer-Ensembles (das als Fünfer-Ensemble begann), in dem beide „the witty one“ waren; beide traten in der ausverkauften Carnegie Hall auf, beide erschienen zweimal auf dem Cover von TIME Magazine (je einmal mit Gruppenfoto und einmal allein), hatten drei Kinder von mehr als einer Frau, gewannen Academy Awards, haben Sterne auf dem Hollywood Walk of Fame usw. usf.

## The Parallel Sayings
The Parallel Sayings umfassen je 400 Aussagen beider Künstler, bei denen zuerst ein Zitat von Groucho Marx, dann ein „paralleles“ von John Lennon folgt. Die Zitate stammen aus Theaterstücken, Filmen, Radio- und TV-Sendungen, Büchern und Biografien (Marx) und Songtexten, Interviews, Büchern und Schriften (Lennon) und sind kommentarlos, aber mit Quellenangabe gegenübergestellt. Gelegentlich handelt es sich um Aussagen, die im Sinn ähnlich sind:

“I’m not feeling very well. I need a doctor immediately. Ring the nearest golf course.”

“When you’re drowning, you don't say: „I would be incredibly pleased if somebody would have the foresight to notice me drowning and come and help me“. You just scream.”

Meist drehen sich die Zitate um einen bestimmten Begriff oder ein einzelnes Wort:

“I danced before Napoleon. No, Napoleon danced before me. In fact, he danced two hundred years before me.”

“And of course, Henry the Horse dances the waltz.”

## Anhang
Im Anhang finden sich die Danksagungen, die Bibliografie (22 Angaben für Groucho Marx, 18 Angaben für John Lennon), 17 Seiten Urheberrechtshinweise und ein vierseitiger, relativ unvollständiger Stichwortindex zu den Zitaten.

## Kommentare
Es wurde kritisiert, dass bei bestimmten „Marx-Zitaten“ und „Lennon-Zitaten“ in Wirklichkeit die Worte von Gagschreibern (für Marx) und Liedertexte von Paul McCartney (für Lennon) in Bezug gesetzt werden.

## Buchreferenz
- Marx & Lennon: The Parallel Sayings, herausgegeben von Joey Green, Hyperion Books (2005), ISBN 1-4013-0809-0

## Weblink
- Video zum Buch mit weiteren Zitatgegenüberstellungen; abgerufen am 8. November 2016.

## Erläuterungen und Einzelnachweise
1. ↑  Frei übersetzt etwa: „die kühnen und klugen Bemerkungen, die diese beiden mutigen und rücksichtslosen Genies machten“.
2. ↑  Frei übersetzt etwa: „Weil sie anders sind und kühn. Niemand ist so wie sie. Genau wie die Marx Brothers, als wir in unserem Zenit waren. Das ist es, was die 'Großen' groß macht. Ich ziehe meinen Hut vor ihnen - obwohl ich schon seit einiger Zeit keine Hüte mehr trage.“
3. ↑  Aus diesem Grund ist diese Platte auch unter der Bezeichnung All Hail Мarx and Lennon bekannt.
4. ↑  Frei übersetzt etwa ‚der Geistreiche‘, ‚der von Geist Sprühende‘.
5. ↑  Ben Urish, Kenneth G. Bielen: The Words and Music of John Lennon. Greenwood Publishing Group, 2007, ISBN 978-0-275-99180-7, S. 152 (englisch, google.com).